# 드림캐스트 게임 목록
이 목록은 세가의 드림캐스트으로 출판된 게임의 목록이다.

## 게임 목록

### 세가의 게임
- 소닉 더 헤지호그 시리즈
  - 소닉 어드벤처
  - 소닉 어드벤처 2
  - 소닉 셔플
- 크레이지 택시
- 데이토나 시리즈
  - 데이토나 USA
  - 데이토나 USA 2001
- 바이오하자드 시리즈
  - 바이오하자드 2
  - 바이오하자드 3 라스트 이스케이프
  - 바이오하자드 코드: 베로니카
- 버추어 파이터
- 쉔무
- 아웃런
- 씨맨

### 세가 이외의 게임
- 네가 바라는 영원
- 프린세스 메이커
- 서풍의 광시곡
- 에어 (비디오 게임)
- 더 킹 오브 파이터즈
- 리볼트
- 그랜드 테프트 오토 2
- 스트리트 파이터시리즈
  - 스트리트 파이터 ZERO 3

## 같이 보기
- 비디오 게임 목록